# Сен-Дидье (Верхние Альпы)
Сен-Дидье́ (фр. Saint-Disdier, окс. Sant Disdier) — коммуна во Франции, находится в регионе Прованс — Альпы — Лазурный Берег. Департамент коммуны — Верхние Альпы. Входит в состав кантона Сент-Этьен-ан-Деволюи. Округ коммуны — Гап.
Код INSEE коммуны — 05138.

## Население
Население коммуны на 2008 год составляло 133 человека.
| 1962 | 1968 | 1975 | 1982 | 1990 | 1999 | 2008 |
| ---- | ---- | ---- | ---- | ---- | ---- | ---- |
| 178  | 211  | 190  | 163  | 157  | 141  | 133  |

## Экономика
В 2007 году среди 86 человек в трудоспособном возрасте (15—64 лет) 63 были экономически активными, 23 — неактивными (показатель активности — 73,3 %, в 1999 году было 81,8 %). Из 63 активных работали 58 человек (31 мужчина и 27 женщин), безработных было 5 (1 мужчина и 4 женщины). Среди 23 неактивных 6 человек были учениками или студентами, 11 — пенсионерами, 6 были неактивными по другим причинам.

## Фотогалерея

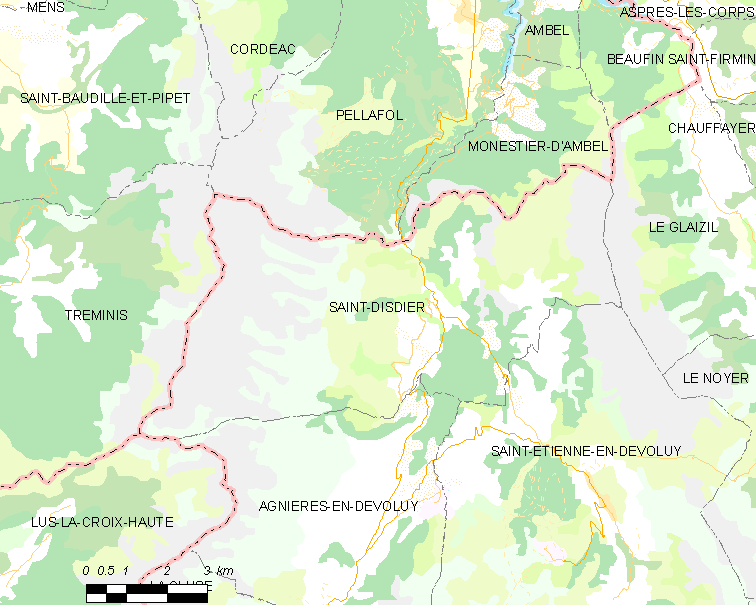
Карта коммуны
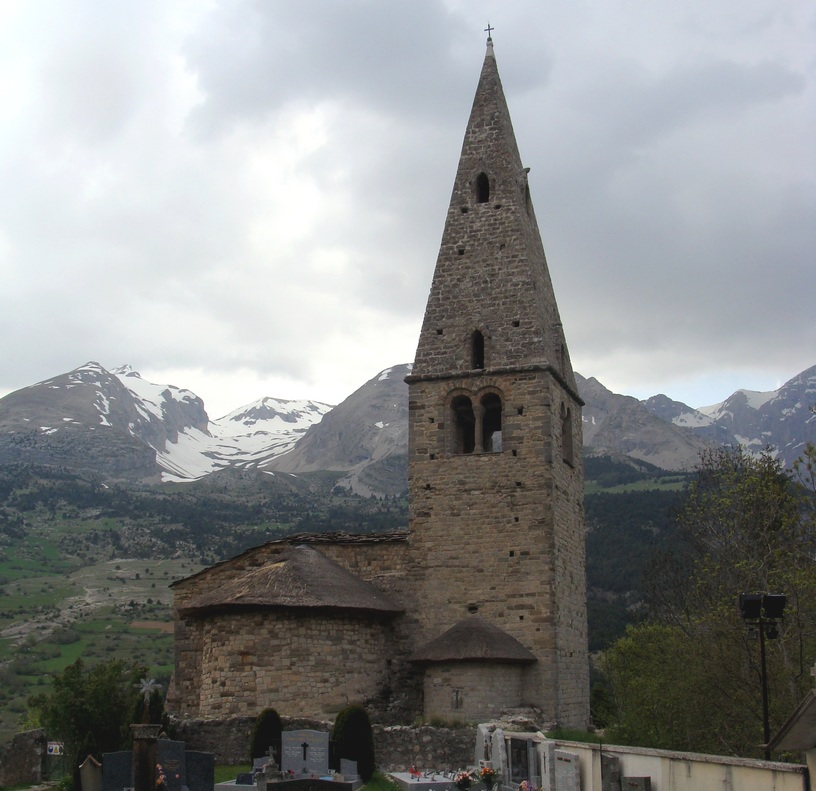
Церковь
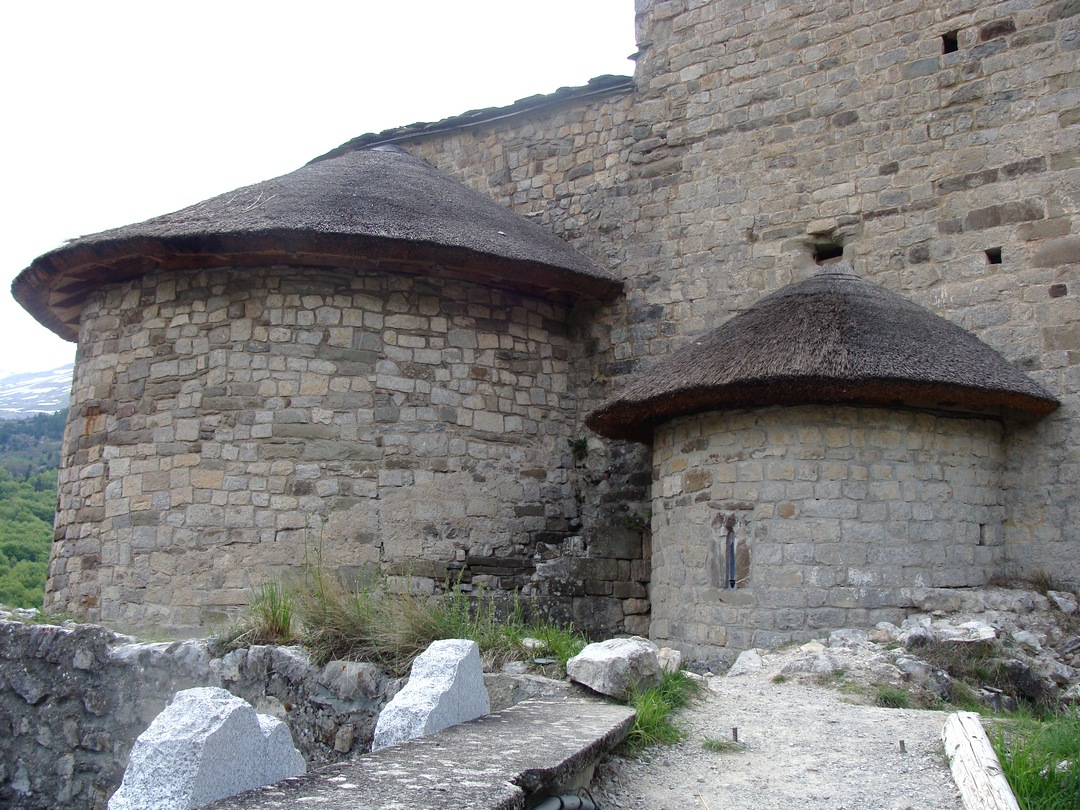
Церковь